# Filiatra
Filiatra (græsk: Φιλιατρά), er en by og en tidligere kommune i Messenien, Peloponnes, Grækenland. Siden kommunalreformen i 2011 er den en del af kommunen Trifylia, som den er en kommunal enhed i. Den kommunale enhed har et areal på 114. 877 km2. Filiatra ligger tæt på Det Joniske Havs kyst i det vestlige Messenien. Den ligger 11 km nordvest for Gargalianoi, 13 km sydvest for Kyparissia, 29 km nordvest for Pylos og 49 km vest for Kalamata.  Græsk nationalvej 9 (Patras - Pyrgos - Kyparissia - Pylos) passerer gennem byen. Filiatra blev grundlagt omkring det 12. og 13. århundrede. Den blev bygget i nærheden af stedet for den antikke by Erana. Filiatra har flere skoler, kirker og butikker. En skalamæssig kopi af Eiffeltårnet står ved indgangen til landsbyen. Den lokale fodboldklub er Erani Filiatra.